# 20世紀アワー
『20世紀アワー』（20せいきアワー）は日本テレビ放送網で1968年10月-1969年9月ごろ、毎週日曜日22:30-23:30に放送されていた教養番組である。プラチナ萬年筆と富士ゼロックス（当時。現・富士フイルムビジネスイノベーション）2社協賛、KLMオランダ航空協力。
日本テレビ放送網の報道プロデューサーで、のちに独立・日本映像記録センターを設立した記録映画作家・牛山純一がプロデュースを担当していた。

## 著名作品
- アニメーション「海底都市のできるまで」[3]（虫プロダクション制作　企画・原作・手塚治虫）
ある青年がライフワークとしていた、海底都市実現を目指す姿を描きながら、実際の海底都市開発計画について模索したSFタッチの作品
- 記録映画「大東亜戦争」[4]（前後編。監督・大島渚）
大島が第二次世界大戦（太平洋戦争）のうち、1941年12月の真珠湾攻撃を皮切りに、アジア大陸・東南アジアを中心に起こしたいわゆる「大東亜戦争」について記録したニュース映画を全編に編集した記録映画作品